# ボナーSC
ボナーSC（ドイツ語: Bonner SC）は、ドイツ・ボンを本拠地とするサッカークラブ。

## 歴史

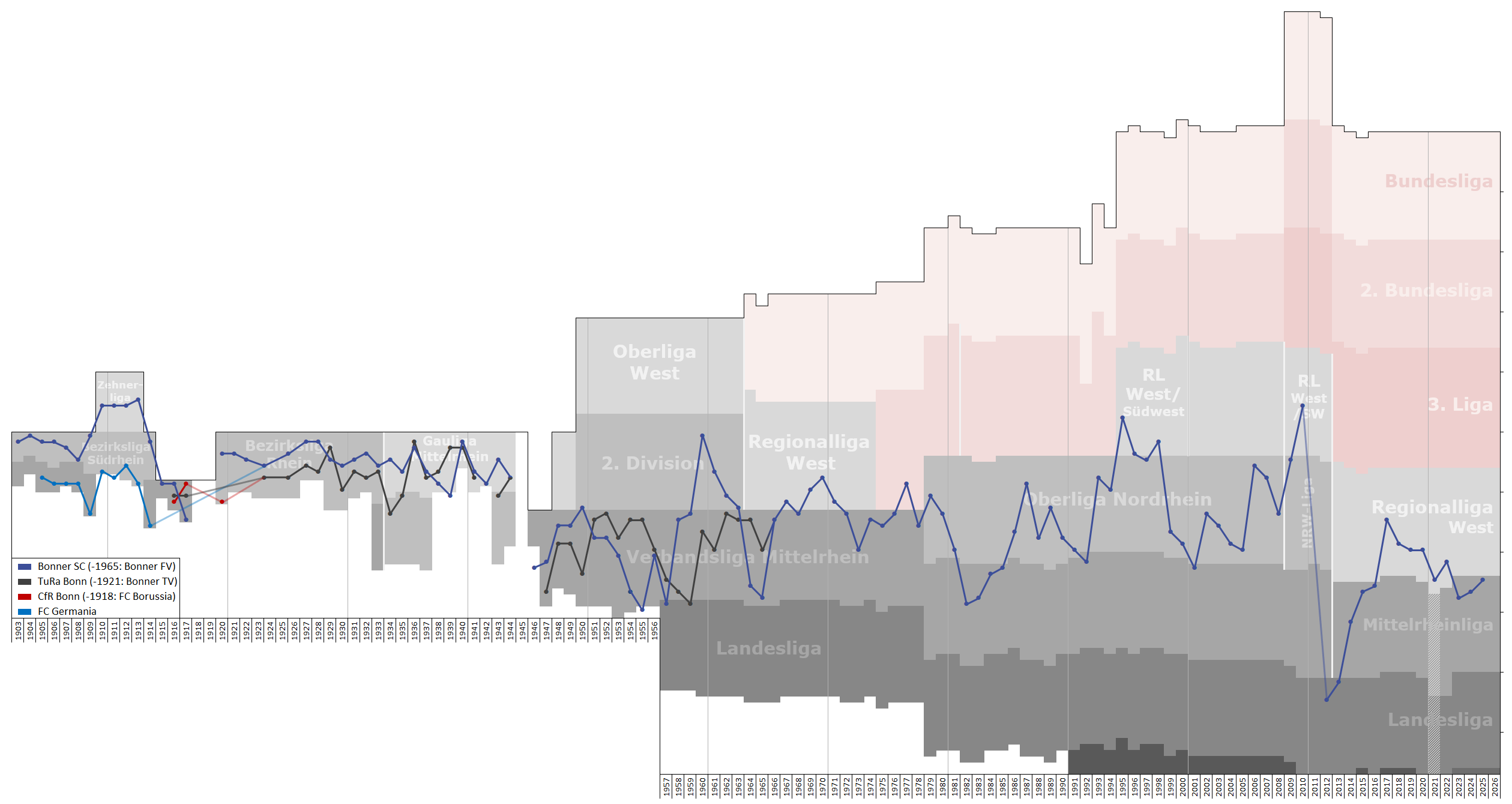
リーグでの順位史

1901年に発足したボナーFVと1925年にFCノルマニアとFCボルシアが合併して誕生したトゥラ・ボンが1965年に合併して誕生した。ボナーFVは教師や学者が設立当初の中心メンバーであったクラブで、トゥラ・ボンは労働者階級のクラブであった。
合併後は3部や4部に在籍していた他に大きな話題は無かったが、1999年にフィデル・カストロの要請によって、キューバ人選手15人をアマチュアとして雇用した事で話題となった。しかしそのうち4部でプレーできたのは僅か4人に止まった。さらに翌年にクラブも5部降格となった。
2010年7月に700万ユーロの負債を抱えて破産したため、同年は活動停止となった。2011-12シーズンに7部から再出発する事となった。

## タイトル
- ノルトライン＝ヴェストファーレンリーガ: 2008-09
- ミッテルラインリーガ: 1958–59, 1961–62, 1967–68, 1971–72, 1975–76, 1984–85, 2000–01, 2015–16
- ランデスリーガ・ミッテルライン: 1951–52, 1956–57, 1958–59, 2012–13
- ミッテルラインポカール: 2016-17

## 歴代所属選手
- 原田祐輔 2015-2017